# Lista de jogos eletrônicos mais vendidos
Esta é uma lista dos jogos eletrônicos mais vendidos de todos os tempos. O jogo eletrônico mais vendido até o momento é Minecraft, um mundo aberto lançado originalmente para Microsoft Windows, Mac OS X e Linux em 2011. O jogo foi portado para uma ampla variedade de plataformas, vendendo mais de 300 milhões de cópias em todo o mundo, incluindo downloads pagos para celular. Minecraft, Tetris e Grand Theft Auto V são os únicos jogos que venderam mais de 100 milhões de unidades. O jogo mais vendido em uma única plataforma é o Wii Sports, com quase 83 milhões de vendas para o console Wii.
Dos 50 jogos eletrônicos mais vendidos nesta lista, mais de 20 foram desenvolvidos ou publicados pela Nintendo, incluindo metade dos dez primeiros. Quatro jogos foram publicados pela Nintendo e sua afiliada, The Pokémon Company. Outras editoras com várias aparições no top 50 incluem Activision, Rockstar Games, Electronic Arts e Sega. Além das equipes de desenvolvimento interno da Nintendo, a Game Freak é a desenvolvedora com mais jogos no top 50, com seis sendo da série Pokémon. O jogo mais antigo nesta lista é Pac-Man, lançado em julho de 1980, enquanto o jogo mais recente é Cyberpunk 2077, lançado em dezembro de 2020. É importante ressaltar que o número de vendas é apenas um número aproximado.

## Lista
| Título                                      | Vendas      | Plataforma(s)          | Lançamento inicial      | Desenvolvedora(s)                  | Publicadora(s)                 | Ref.           |  |
| ------------------------------------------- | ----------- | ---------------------- | ----------------------- | ---------------------------------- | ------------------------------ | -------------- |  |
| Minecraft                                   | 350.000.000 | Multi-plataforma       | 17 de maio de 2009      | Mojang Studios                     | Mojang                         | [ 1 ]          |  |
| Grand Theft Auto V                          | 215.000.000 | Multi-plataforma       | 17 de setembro de 2013  | Rockstar North                     | Rockstar Games                 | [ 2 ]          |  |
| Wii Sports                                  | 82.900.000  | Wii                    | 19 de novembro de 2006  | Nintendo EAD                       | Nintendo                       | [ 3 ]          |  |
| Mario Kart 8 / Deluxe                       | 76.810.000  | Wii U / Switch         | 29 de maio de 2014      | Nintendo EAD                       | Nintendo                       | [ n 2 ]        |  |
| PlayerUnknown's Battlegrounds               | 75.000.000  | Multi-plataforma       | 20 de dezembro de 2017  | PUBG Studios                       | Krafton                        | [ 8 ]          |  |
| Red Dead Redemption 2                       | 74.000.000  | Multi-plataforma       | 26 de outubro de 2018   | Rockstar Studios                   | Rockstar Games                 | [ 9 ]          |  |
| The Elder Scrolls V: Skyrim                 | 60.000.000  | Multi-plataforma       | 11 de novembro de 2011  | Bethesda Game Studios              | Bethesda Softworks             | [ 10 ]         |  |
| Terraria                                    | 58.700.000  | Multi-plataforma       | 16 maio de 2011         | Re-Logic                           | Re-Logic 505 Games             | [ 11 ]         |  |
| Super Mario Bros.                           | 58.000.000  | Multi-plataforma       | 13 de setembro de 1985  | Nintendo                           | Nintendo                       | [ n 4 ]        |  |
| Overwatch                                   | 50.000.000  | Multi-plataforma       | 24 de maio de 2016      | Blizzard Entertainment             | Blizzard Entertainment         | [ 15 ]         |  |
| The Witcher 3: Wild Hunt                    | 50.000.000  | Multi-plataforma       | 19 de maio de 2015      | CD Projekt Red                     | CD Projekt                     | [ 16 ]         |  |
| Human: Fall Flat                            | 50.000.000  | Multi-plataforma       | 22 de julho de 2016     | No Brakes Games                    | Curve Digital                  | [ 17 ]         |  |
| Tetris (Game Boy / NES)                     | 48.000.000  | (Game Boy / NES)       | 14 de junho de 1989     | Nintendo                           | Nintendo                       | [ 18 ] [ 19 ]  |  |
| Pokémon Red / Green / Blue / Yellow         | 47.520.000  | Multi-plataforma       | 27 de fevereiro de 1996 | Game Freak                         | Nintendo                       | [ n 5 ]        |  |
| Animal Crossing: New Horizons               | 45.360.000  | Nintendo Switch        | 20 de março de 2020     | Nintendo EPD                       | Nintendo                       | [ 5 ]          |  |
| Wii Fit / Plus                              | 43.800.000  | Wii                    | 1 de dezembro de 2007   | Nintendo EAD                       | Nintendo                       | [ 3 ]          |  |
| Pac-Man                                     | 42.071.635  | Multi-plataforma       | Julho de 1980           | Namco                              | Namco                          | [ n 6 ]        |  |
| Monster Hunter: World / Iceborne            | 37.920.000  | Multi-plataforma       | 26 de janeiro de 2018   | Capcom                             | Capcom                         | [ n 7 ] [ 34 ] |  |
| Mario Kart Wii                              | 37.380.000  | Wii                    | 10 de abril de 2008     | Nintendo EAD                       | Nintendo                       | [ 3 ]          |  |
| Super Smash Bros. Ultimate                  | 34.220.000  | Nintendo Switch        | 7 de dezembro de 2018   | Bandai Namco Studios / Sora Ltd.   | Nintendo                       | [ 5 ]          |  |
| The Legend of Zelda: Breath of the Wild     | 33.550.000  | Switch / Wii U         | 3 de março de 2017      | Nintendo EPD                       | Nintendo                       | [ n 8 ]        |  |
| Wii Sports Resort                           | 33.140.000  | Wii                    | 25 de junho de 2008     | Nintendo EAD                       | Nintendo                       | [ 3 ]          |  |
| Call of Duty: Modern Warfare                | 31.000.000  | Multi-plataforma       | 25 de outubro de 2019   | Infinity Ward                      | Activision                     | [ 36 ]         |  |
| Call of Duty: Modern Warfare 3              | 31.000.000  | Multi-plataforma       | 8 de novembro de 2011   | Infinity Ward / Sledgehammer Games | Activision                     | [ 36 ]         |  |
| Call of Duty: Black Ops                     | 31.000.000  | Multi-plataforma       | 9 de novembro de 2010   | Treyarch                           | Activision                     | [ 36 ]         |  |
| New Super Mario Bros.                       | 30.800.000  | Nintendo DS            | 15 de maio de 2006      | Nintendo EAD                       | Nintendo                       | [ 37 ]         |  |
| New Super Mario Bros. Wii                   | 30.320.000  | Wii                    | 11 de novembro de 2009  | Nintendo EAD                       | Nintendo                       | [ 3 ]          |  |
| Cyberpunk 2077                              | 30.000.000  | Multi-plataforma       | 10 de dezembro de 2020  | CD Projekt Red                     | CD Projekt                     | [ 38 ]         |  |
| Elden ring / Shadow of the Erdtree          | 30.000.000  | Multi-plataforma       | 25 de fevereiro de 2022 | From software                      | From software                  | [ 39 ] [ 40 ]  |  |
| Diablo III / Reaper of Souls                | 30.000.000  | Multi-plataforma       | 16 de maio de 2012      | Blizzard Entertainment             | Blizzard Entertainment         | [ 41 ]         |  |
| Stardew Valley                              | 30.000.000  | Multi-plataforma       | 26 de fevereiro de 2016 | ConcernedApe                       | ConcernedApe                   | [ 42 ]         |  |
| Call of Duty: Black Ops II                  | 30.000.000  | Multi-plataforma       | 12 de novembro de 2012  | Treyarch                           | Activision                     | [ 36 ]         |  |
| Cyberpunk 2077                              | 30.000.000  | Multi-plataforma       | 10 de dezembro de 2020  | CD Projekt Red                     | CD Projekt                     | [ 43 ]         |  |
| Pokémon Gold / Silver / Crystal             | 29.490.000  | Game Boy Color         | 21 de novembro de 1999  | Game Freak                         | Nintendo                       | [ n 9 ]        |  |
| Call of Duty: Ghosts                        | 29.000.000  | Multi- plataforma      | 5 de Novembro de 2013   | Treyarch                           | Activision                     | [ 36 ]         |  |
| Duck Hunt                                   | 28.300.000  | NES                    | 21 de abril de 1984     | Nintendo R&D1                      | Nintendo                       | [ 45 ]         |  |
| Wii Play                                    | 28.020.000  | Wii                    | 2 de dezembro de 2006   | Nintendo EAD                       | Nintendo                       | [ 3 ]          |  |
| The Walking Dead                            | 28.000.000  | Multi-plataforma       | 24 de abril de 2012     | Telltale Games                     | Telltale Games                 | [ 46 ]         |  |
| Borderlands 2                               | 28.000.000  | Multi-plataforma       | 18 de setembro de 2012  | Gearbox Software                   | 2K Games                       | [ 47 ]         |  |
| Super Mario Odyssey                         | 27.920.000  | Nintendo Switch        | 27 de outubro de 2018   | Nintendo EPD                       | Nintendo                       | [ 5 ]          |  |
| Grand Theft Auto: San Andreas               | 27.500.000  | Multi-plataforma       | 26 de outubro de 2004   | Rockstar North                     | Rockstar Games                 | [ 48 ]         |  |
| Super Mario World                           | 26.662.500  | Multi-plataforma       | 21 de novembro de 1990  | Nintendo EAD                       | Nintendo                       | [ n 10 ]       |  |
| FIFA 18                                     | 26.400.000  | Multi-plataforma       | 29 de setembro de 2017  | EA Canada                          | Electronic Arts                | [ 50 ] [ 51 ]  |  |
| Pokémon Sword / Shield                      | 26.270.000  | Nintendo Switch        | 15 de novembro de 2019  | Game Freak                         | Nintendo / The Pokémon Company | [ 5 ]          |  |
| New Super Mario Bros U / Luig U / Deluxe    | 26.340.000  | Wii U / Nintendo Swich | 18 de novembro de 2012  | Nintendo                           | Nintendo                       | [ 52 ] [ 53 ]  |  |
| Pokémon Sun / Moon / Ultra Sun / Ultra Moon | 25.510.000  | Nintendo 3DS           | 18 de novembro de 2016  | Game Freak                         | Nintendo / The Pokémon Company | [ n 11 ]       |  |
| Call of Duty: Black Ops III                 | 25.000.000  | Multi- plataforma      | 6 de novembro de 2015   | Treyarch                           | Activision                     | [ 36 ]         |  |
| Grand Theft Auto IV                         | 25,000,000  | Multi-plataforma       | April 29, 2008          | Rockstar North                     | Rockstar Games                 | [ 55 ]         |  |
| Pokémon Diamond / Pearl / Platinum          | 24.730.000  | Nintendo DS            | 28 de setembro de 2006  | Game Freak                         | Nintendo / The Pokémon Company | [ n 12 ]       |  |
| Super Mario Bros. 3                         | 24.430.000  | Multi-plataforma       | 23 de outubro de 1988   | Nintendo                           | Nintendo                       | [ n 13 ]       |  |
| Horizon Zero Dawn                           | 24.300.000  | PS4 / PC               | 28 de fevereiro de 2017 | Guerrila Games                     | SIE                            | [ 58 ]         |  |
| Kinect Adventures!                          | 24.000.000  | Xbox 360               | 4 de novembro de 2010   | Good Science Studio                | Xbox Game Studios              | [ 59 ]         |  |
| Hogwarts Legacy                             | 24.000.000  | Multi-plataforma       | 10 de fevereiro de 2023 | Avalanche Software                 | Warner Bros Games              | [ 60 ]         |  |
| Sonic the Hedgehog                          | 23.982.960  | Multi-plataforma       | 23 de junho de 1991     | Sonic Team                         | Sega                           | [ n 14 ]       |  |
| Nintendogs                                  | 23.960.000  | Nintendo DS            | 21 de abril de 2005     | Nintendo EAD                       | Nintendo                       | [ 37 ]         |  |
| Mario Kart DS                               | 23.600.000  | Nintendo DS            | 14 de novembro de 2005  | Nintendo EAD                       | Nintendo                       | [ 37 ]         |  |
| Pokémon Ruby / Sapphire / Emerald           | 23.280.000  | Game Boy Advance       | 21 de novembro de 2002  | Nintendo                           | Nintendo                       | [ 65 ] [ 66 ]  |  |

## Específicos

### Atari
- Lista de jogos mais vendidos para Atari 2600

### Microsoft
- Lista de jogos mais vendidos para Xbox
- Lista de jogos mais vendidos para Xbox 360
- Lista de jogos mais vendidos para Xbox One

### Nintendo
- Lista de jogos mais vendidos para Nintendo Entertainment System
- Lista de jogos mais vendidos para Game Boy
- Lista de jogos mais vendidos para Super Nintendo Entertainment System
- Lista de jogos mais vendidos para Nintendo 64
- Lista de jogos mais vendidos para Game Boy Advance
- Lista de jogos mais vendidos para GameCube
- Lista de jogos mais vendidos para Nintendo DS
- Lista de jogos mais vendidos para Wii
- Lista de jogos mais vendidos para Wii U
- Lista de jogos mais vendidos para Nintendo 3DS
- Lista de jogos mais vendidos para Nintendo Switch

### Sega
- Lista de jogos mais vendidos para Mega Drive

### Sony
- Lista de jogos mais vendidos para PlayStation
- Lista de jogos mais vendidos para PlayStation 2
- Lista de jogos mais vendidos para PSP
- Lista de jogos mais vendidos para PlayStation 3
- Lista de jogos mais vendidos para PlayStation 4